# سالمون کریک (واشینگتن)
سالمون کریک (به انگلیسی: Salmon Creek) یک منطقهٔ مسکونی در ایالات متحده آمریکا است که در شهرستان کلارک، واشینگتن واقع شده‌است. سالمون کریک ۱۶٫۴ کیلومتر مربع مساحت و ۱۹٬۶۸۶ نفر جمعیت دارد و ۵۰ متر بالاتر از سطح دریا واقع شده‌است.